# Leucobryum microcarpum
Leucobryum microcarpum är en bladmossart som beskrevs av C. Müller 1879. Leucobryum microcarpum ingår i släktet Leucobryum och familjen Dicranaceae. Inga underarter finns listade i Catalogue of Life.